# Kättilstorp, Falköpings kommun
Kättilstorp är en tätort i Falköpings kommun.
Strax nordost om orten ligger Yllestads kyrka.
Större delen av de bosatta arbetar för Gyllensvaans Möbler AB.

## Befolkningsutveckling
| Befolkningsutvecklingen i Kättilstorp 1960–2020 | Befolkningsutvecklingen i Kättilstorp 1960–2020 | Befolkningsutvecklingen i Kättilstorp 1960–2020 | Befolkningsutvecklingen i Kättilstorp 1960–2020 | Befolkningsutvecklingen i Kättilstorp 1960–2020 |
| ----------------------------------------------- | ----------------------------------------------- | ----------------------------------------------- | ----------------------------------------------- | ----------------------------------------------- |
|                                                 |                                                 |                                                 |                                                 |                                                 |
| År                                              |                                                 |                                                 | Folkmängd                                       | Areal (ha)                                      |
| 1960                                            | 1960                                            |                                                 | 261                                             |                                                 |
| 1965                                            | 1965                                            |                                                 | 296                                             |                                                 |
| 1970                                            | 1970                                            |                                                 | 281                                             |                                                 |
| 1975                                            | 1975                                            |                                                 | 269                                             |                                                 |
| 1980                                            | 1980                                            |                                                 | 273                                             |                                                 |
| 1990                                            | 1990                                            |                                                 | 274                                             | 39                                              |
| 1995                                            | 1995                                            |                                                 | 262                                             | 39                                              |
| 2000                                            | 2000                                            |                                                 | 276                                             | 45                                              |
| 2005                                            | 2005                                            |                                                 | 260                                             | 45                                              |
| 2010                                            | 2010                                            |                                                 | 253                                             | 44                                              |
| 2015                                            | 2015                                            |                                                 | 231                                             | 51                                              |
| 2020                                            | 2020                                            |                                                 | 238                                             | 53                                              |
|                                                 |                                                 |                                                 |                                                 |                                                 |

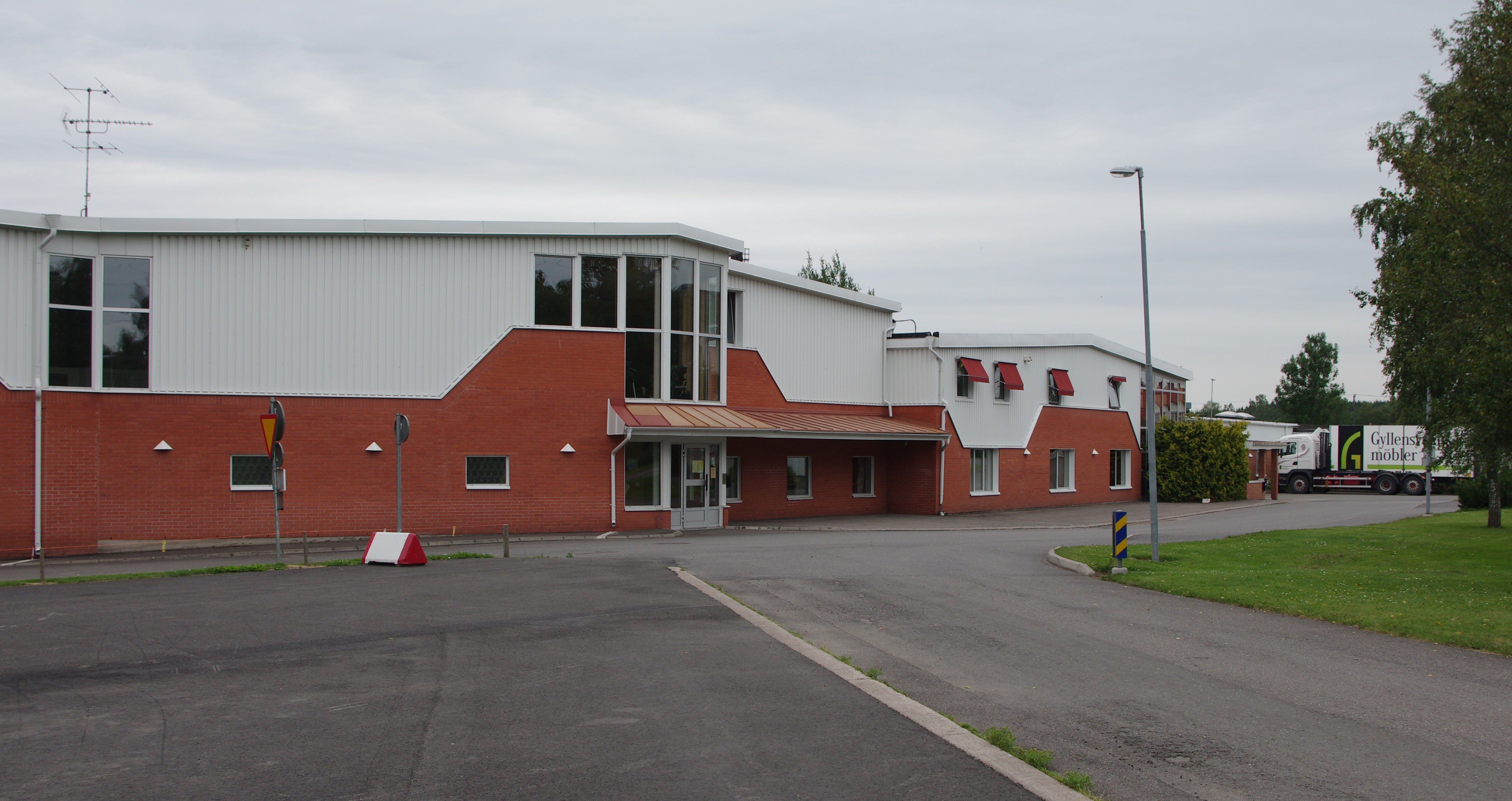
Möbelfabriken Gyllensvaans Möbler
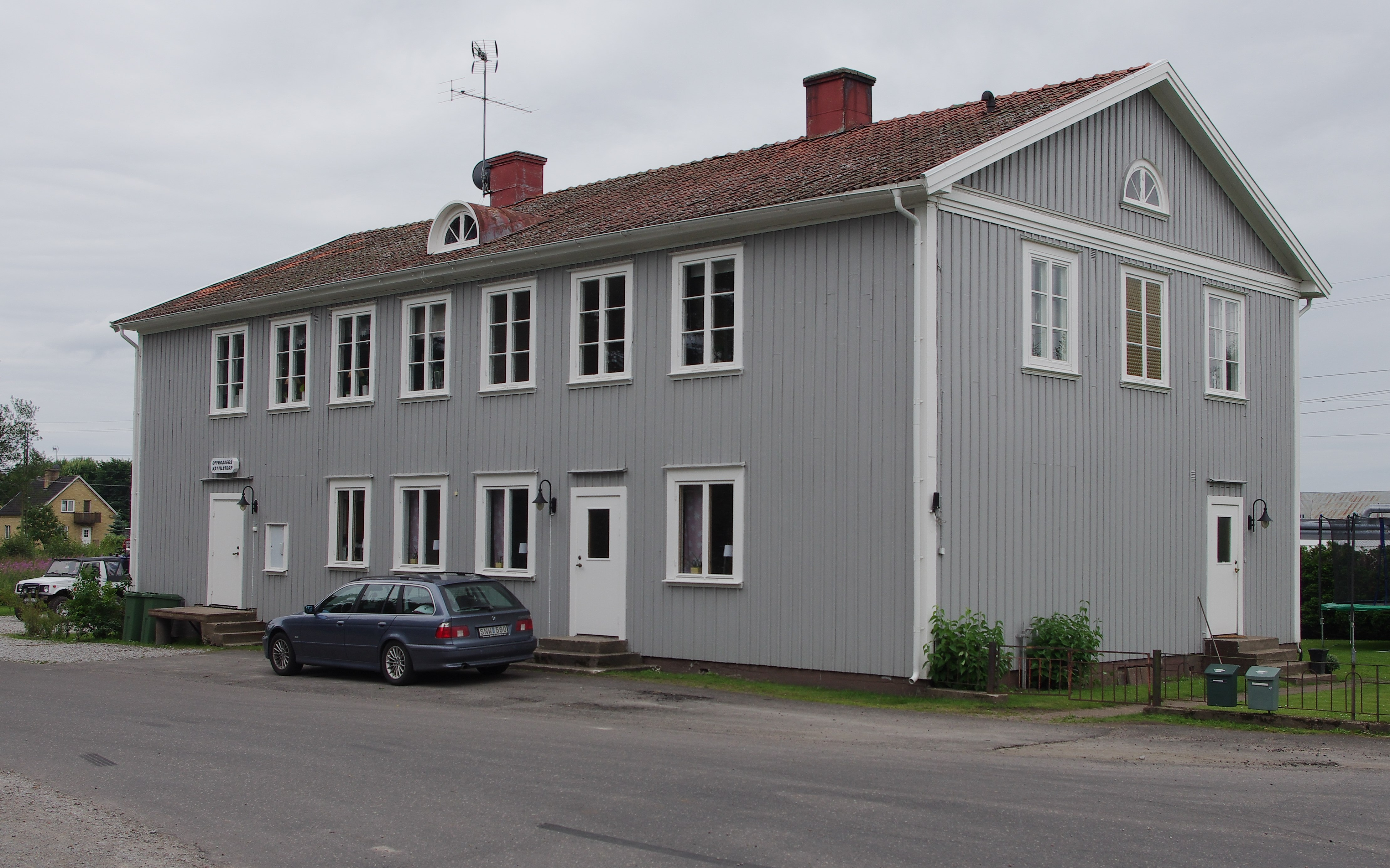
Offroaders Kättilstorp